# Agglomerazioni francesi
     Città centrale
     Periferia
     Corona periurbana
     Comuni urbani di un'unità urbana/agglomerazione
     Comuni urbani di un'area urbana/metropolitana
     Comuni urbani multipolari
     Comuni rurali

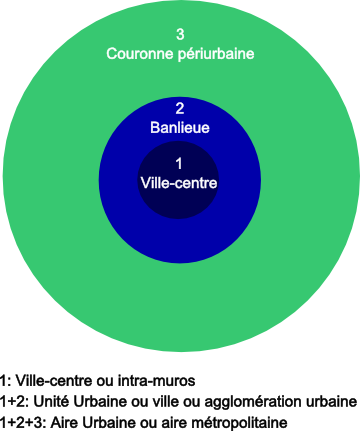
Esplicazione dei termini dell'INSEE di "unità urbana" e "area urbana":
Città centrale
Periferia
Corona periurbana
1) Città/comune
1+2) Unità urbana/agglomerazione
1+2+3) Area urbana/metropolitana

Mappa dell'organizzazione territoriale nella Métropole:
Comuni urbani di un'unità urbana/agglomerazione
Comuni urbani di un'area urbana/metropolitana
Comuni urbani multipolari
Comuni rurali

Mappa delle principali unità urbane o agglomerazioni in Francia metropolitana e dipartimenti e regioni d'oltremare

L'Unità urbana (in francese: Unité urbaine) è la definizione statistica dell'agglomerazione o del polo urbano, definita dall'Institut national de la statistique et des études économiques (INSEE) per analizzare e descrivere l'organizzazione del territorio in Francia; essa riposa essenzialmente sulla continuità dell'edificato urbano e il numero di abitanti.

## Definizione
«La nozione di unità urbana riposa sulla continuità dell'edificato urbano e il numero di abitanti. Si dice unità urbana un comune o un insieme di comuni che presentano una zona di edificato urbano continuo (senza interruzioni di più di 200 metri tra due costruzioni) che conta almeno 2.000 abitanti. 

Se l'unità urbana si situa su un solo comune, essa è chiamata città isolata. Se l'unità urbana si estende su molti comuni, e se ognuno di questi comuni concentra più della metà della sua popolazione nella zona di edificato continuo, essa è chiamata agglomerazione multicomunale (o conurbazione). 

Sono considerati come rurali i comuni che non rientrano nella costituzione di una unità urbana: i comuni senza zona di edificato continuo di 2.000 abitanti, e quelli nei quali meno della metà della popolazione municipale è nella zona edificata continua.»
Da notare che questa è la definizione ufficiale dell'INSEE (statistica ed amministrativa), tuttavia, nel linguaggio comune e a volte anche specialistico, per riferirsi all'unité urbaine, si usano anche i termini di agglomération (agglomerazione), zone dense (zona densamente abitata/costruita), pole urbain (polo urbano), métropole (metropoli) o aire urbaine (area urbana); questi ultimi due termini però possono applicarsi anche ad altre delimitazioni territoriali.
L'INSEE utilizza essenzialmente il termine unité urbaine ("unità urbana") e, a seconda dei contesti, i termini pôle urbain ("polo urbano") e agglomération ("agglomerazione"), mentre il termine agglomération multicommunale ("agglomerazione multicomunale") è utilizzato (dall'INSEE) al posto del termine conurbation ("conurbazione"). 

In italiano, tuttavia si predilige il termine agglomerazione per un'area urbana monocentrica o il termine conurbazione per un'area urbana policentrica. 

Secondo il database terminologico "Inter-Active Terminology for Europe" (IATE), le traduzioni italiano ↔ francese sono: agglomerazione = agglomération; area metropolitana = zone métropolitaine o région métropolitaine; area urbana = zone urbaine; unità urbana = unité urbaine; conurbazione = conurbation; mentre aire urbaine e pôle urbain non hanno alcuna traduzione italiana su IATE.

## Descrizione
La zonizzazione delle Unités urbaines 2010 è stata realizzata sulla base del censimento della popolazione del 2008; secondo l'INSEE, al 2018, vi sono in Francia complessivamente 2.291 unités urbaines (2.231 nella Métropole e 60 nei DROM): 1 di più di 2.000.000 di abitanti (Parigi), 33 tra 200.000 e 1.999.999 abitanti, 28 tra 100.000 e 199.999 abitanti, 67 tra 50.000 e 99.999 abitanti, 149 tra 20.000 e 49.999 abitanti, 248 tra 10.000 e 19.999 abitanti, 596 tra 5.000 e 9.999 abitanti e 1.169 tra 2.000 e 4.999 abitanti.
Secondo l'INSEE, in 10 anni la superficie urbanizzata nella Francia metropolitana è aumentata del 19%. Le agglomerazioni occupano il 22% del territorio francese e vi vivono 47,9 milioni di abitanti, ovvero il 77,5% della popolazione. 1.368 comuni sono passati dallo status di comune rurale a quello di comune urbano, nella maggior parte dei casi integrando un'agglomerazione vicina (1.137 comuni) o perché si sono ingranditi ed hanno raggiunto la soglia minima di 2.000 abitanti nello spazio urbano (231 comuni).
Per una comparazione con altre agglomerazioni in Europa, si può utilizzare la definizione dell'Eurostat di Greater city. La Greater city consiste nella "città", intesa come Local Administrative Unit (LAU), e nella sua estensione urbana nei comuni esterni. Questa definizione di Greater city di Eurostat è assimilabile, anche se non identica, a quella di Unité urbaine dell'INSEE; ad esempio, la Greater city di Parigi secondo Eurostat comprende la città di Parigi e i tre dipartimenti della piccola corona.

## Lista
Di seguito viene riportata una lista delle principali agglomerazioni – 62 unità urbaine di più di 100.000 abitanti – della Francia, secondo le statistiche dell'INSEE al 1º gennaio 2018.
| Codice area | Area                                              | Dimensione | Nº comuni | Popolazione (2015) | Superficie (in km²) | Densità (2015) |
| --- | ------------------------------------------------- | ---------- | --------- | ------------------ | ------------------- | -------------- |
| 00851 | Paris                                             | 80         | 412       | 10 706 072         | 2 844,8             | 3 763,4        |
| 00758 | Lyon                                              | 73         | 128       | 1 639 558          | 1 180,4             | 1 389,0        |
| 00759 | Marseille - Aix-en-Provence                       | 73         | 49        | 1 585 498          | 1 731,9             | 915,5          |
| 59702 | Lille (solo la parte francese)                    | 73         | 59        | 1 039 397          | 442,5               | 2 348,8        |
| 31701 | Toulouse                                          | 73         | 73        | 948 433            | 811,6               | 1 168,6        |
| 06701 | Nice                                              | 73         | 51        | 943 354            | 743,6               | 1 268,6        |
| 33701 | Bordeaux                                          | 73         | 64        | 904 359            | 1 172,8             | 711,1          |
| 44701 | Nantes                                            | 73         | 24        | 633 690            | 537,7               | 1 178,6        |
| 00757 | Toulon                                            | 73         | 27        | 569 793            | 763,7               | 746,1          |
| 38701 | Grenoble                                          | 73         | 53        | 512 591            | 523,1               | 979,9          |
| 00756 | Douai - Lens                                      | 73         | 67        | 504 537            | 485,2               | 1 039,9        |
| 00755 | Rouen                                             | 72         | 50        | 467 133            | 461,1               | 1 013,2        |
| 67701 | Strasbourg (solo la parte francese)               | 72         | 23        | 461 101            | 240,1               | 1 920,0        |
| 00754 | Avignon                                           | 72         | 59        | 456 042            | 1 368,9             | 333,1          |
| 34701 | Montpellier                                       | 72         | 22        | 428 909            | 301,0               | 1 383,8        |
| 00753 | Saint-Étienne                                     | 72         | 33        | 373 130            | 418,7               | 491,1          |
| 00752 | Béthune                                           | 72         | 93        | 355 543            | 752,4               | 474,6          |
| 37701 | Tours                                             | 72         | 36        | 353 042            | 663,7               | 531,9          |
| 59701 | Valenciennes (solo la parte francese)             | 72         | 56        | 335 992            | 440,0               | 763,7          |
| 35701 | Rennes                                            | 72         | 13        | 330 871            | 284,4               | 1 163,4        |
| 54701 | Nancy                                             | 71         | 28        | 285 659            | 245,9               | 1 161,7        |
| 57701 | Metz                                              | 71         | 41        | 285 268            | 306,9               | 929,7          |
| 45701 | Orléans                                           | 71         | 19        | 278 131            | 289,5               | 960,7          |
| 63701 | Clermont-Ferrand                                  | 71         | 17        | 265 892            | 180,8               | 1 470,6        |
| 9A701 | Pointe-à-Pitre - Les Abymes                       | 71         | 11        | 256 263            | 729,7               | 351,2          |
| 68701 | Mulhouse                                          | 71         | 20        | 246 511            | 239,1               | 1 030,8        |
| 21701 | Dijon                                             | 71         | 15        | 243 244            | 166,0               | 1 465,1        |
| 76701 | Le Havre                                          | 71         | 18        | 237 578            | 194,9               | 1 218,8        |
| 00751 | Bayonne (solo la parte francese)                  | 71         | 27        | 236 730            | 459,2               | 515,5          |
| 49701 | Angers                                            | 71         | 10        | 225 978            | 201,4               | 1 122,0        |
| 51701 | Reims                                             | 71         | 7         | 212 949            | 93,4                | 2 258,2        |
| 72701 | Le Mans                                           | 71         | 18        | 210 018            | 294,3               | 713,5          |
| 66601 | Perpignan                                         | 71         | 15        | 200 971            | 217,5               | 924,0          |
| 29701 | Brest                                             | 71         | 7         | 200 530            | 199,4               | 1 005,7        |
| 14601 | Caen                                              | 62         | 21        | 198 639            | 153,1               | 1 297,6        |
| 64601 | Pau                                               | 62         | 53        | 197 713            | 492,6               | 401,4          |
| 73601 | Chambéry                                          | 62         | 35        | 187 010            | 320,6               | 583,4          |
| 30601 | Nîmes                                             | 62         | 9         | 184 750            | 265,8               | 695,0          |
| 87601 | Limoges                                           | 62         | 9         | 183 347            | 236,3               | 775,8          |
| 9D603 | Saint-Denis                                       | 62         | 2         | 179 925            | 230,0               | 782,3          |
| 00652 | Genève (SUI) - Annemasse (solo la parte francese) | 62         | 34        | 178 404            | 380,8               | 577,7          |
| 59602 | Dunkerque                                         | 62         | 9         | 177 103            | 179,1               | 988,8          |
| 9D602 | Saint-Paul                                        | 62         | 3         | 173 967            | 376,3               | 462,4          |
| 74601 | Annecy                                            | 62         | 13        | 168 098            | 201,5               | 798,8          |
| 9D601 | Saint-Pierre                                      | 62         | 3         | 167 154            | 328,3               | 509,2          |
| 80601 | Amiens                                            | 62         | 11        | 162 637            | 173,3               | 1 184,8        |
| 44601 | Saint-Nazaire                                     | 62         | 11        | 152 164            | 305,6               | 497,9          |
| 10601 | Troyes                                            | 61         | 19        | 136 330            | 173,6               | 785,3          |
| 25602 | Besançon                                          | 61         | 11        | 135 448            | 122,4               | 1 107,0        |
| 9B602 | Le Robert                                         | 61         | 11        | 134 690            | 428,8               | 314,1          |
| 57601 | Thionville                                        | 61         | 12        | 132 722            | 137,4               | 966,0          |
| 86601 | Poitiers                                          | 61         | 8         | 130 502            | 193,1               | 675,8          |
| 00651 | Valence                                           | 61         | 10        | 129 705            | 181,5               | 714,7          |
| 17601 | La Rochelle                                       | 61         | 10        | 128 466            | 125,1               | 1 026,6        |
| 9B601 | Fort-de-France                                    | 61         | 4         | 123 369            | 127,1               | 970,6          |
| 60601 | Creil                                             | 61         | 22        | 120 350            | 155,0               | 776,7          |
| 56601 | Lorient                                           | 61         | 5         | 114 299            | 106,8               | 1 070,5        |
| 9C601 | Cayenne                                           | 61         | 3         | 114 017            | 206,9               | 551,1          |
| 59601 | Maubeuge (solo la parte francese)                 | 61         | 22        | 112 020            | 177,9               | 629,7          |
| 16601 | Angoulême                                         | 61         | 18        | 109 054            | 202,4               | 538,9          |
| 25601 | Montbéliard                                       | 61         | 21        | 106 486            | 104,3               | 759,1          |
| 62504 | Calais                                            | 61         | 6         | 100 640            | 105,2               | 956,8          |
| Legenda "Dimensione": 80 unità di più di 2 milioni di abitanti (1); 73 unità tra 500.000 e 1,9 milioni di abitanti (10), 72 unità tra 300.000 e 499.999 abitanti (9), 71 unità da 200.000 a 299.999 (14), 62 unità da 150.000 a 199.999 (13), 61 unità da 100.000 a 149.999 (15), 5X area tra 50.000 e 99.999 abitanti (67), 4X area tra 20.000 e 49.999 abitanti (149), 3X area tra 10.000 e 19.999 abitanti (248), 2X area tra 5.000 e 9.999 abitanti (596), e 1X area tra 2.000 e 4.999 abitanti (1.169). |                                                   |            |           |                    |                     |                |